# Koffi Djidji
Lévy Koffi Djidji (ur. 30 listopada 1992 w Bagnolet) – iworyjski piłkarz francuskiego pochodzenia występujący na pozycji obrońcy we włoskim klubie Torino. Wychowanek Saint-Herblain, w trakcie swojej kariery grał także w takich zespołach, jak Nantes oraz Crotone.